# Hauterive (Allier)
Hauterive é uma comuna francesa na região administrativa de Auvérnia-Ródano-Alpes, no departamento Allier. Estende-se por uma área de 8,08 km². Em 2010 a comuna tinha 1 182 habitantes (densidade: 146,3 hab./km²).